# Isidre Gomà i Civit
Isidre Gomà i Civit (La Riba, Alt Camp, 14 de maig de 1917 - Barcelona, 4 de novembre del 2000) va ser un teòleg professor del Nou Testament al Seminari de Barcelona durant 45 anys, des del 1942 fins a la seva jubilació. La teòloga catalana Núria Calduch Benages estava entre els seus alumnes.

## Biografia
Estudià als seminaris de Tarassona i Barcelona i després va fer Teologia a la Pontifícia Universitat Gregoriana i Sagrades Escriptures a l'Institut Bíblic de Roma. Ordenat prevere el 1939, la seva primera parròquia va ser la de Sant Andreu de Llavaneres (1941). El 1942 va ser nomenat coadjutor de Santa Engràcia de Verdum (1942) i va començar a donar classes del Nou Testament i grec bíblic al Seminari de Barcelona. El 1944 fou nomenat capellà de les Esclaves del Sagrat Cor (1944) i secretari d'Estudis del Seminari. Des del 1946 era també professor de religió del Col·legi Montserrat, i durant 52 anys va estar amb la Congregació de les Missioneres Filles de la Sagrada Família de Natzaret.
Des del 1948 fou canonge de la Catedral de Barcelona. Quan va morir era Prelat d'Honor de Sa Santedat i canonge emèrit de la Catedral de Barcelona. Va col·laborar en revistes religioses com Apostolado Sacerdotal, Historia y Vida, La Biblia día a día, Revista Catalana de Teologia i en altres d'estrangeres. També va publicar diversos llibres.
Va fer una donació a la biblioteca episcopal. Els últims anys de la seva vida va rebre diversos homenatges. Va morir a la residència del Col·legi Montserrat de Barcelona després d'uns quants mesos malalt.